# Беленский дворец
Беленский дворец (порт. Palácio Nacional de Belém) — официальная резиденция президента Португалии. Расположен в лиссабонском районе Белен в непосредственной близости от монастыря иеронимитов и реки Тежу. Дворец был заложен в XVI в. принцем Мануэлем. Фасад состоит из пяти сходных по архитектуре зданий XVII столетия, построенных графами Авейреш. В XVIII в. дворец приобрёл король Жуан V, который обновил в новейшем вкусе все его интерьеры. Королева Мария устроила при дворце небольшой зверинец и пристроила к нему манеж (ныне — Государственный музей экипажей). В 1902 г. на площади перед дворцом открылся мраморный памятник Великому Альбукерку.